# Дионисий Псарянос
Дионисий (на гръцки: Διονύσιος, Дионисиос) е гръцки духовник, сервийски и кожански митрополит.

## Биография
Роден е с фамилията Псарянос (Ψαριανός) в 1912 година на Андрос. През 1934 г. е ръкоположен за дякон, а през 1945 г. за презвитер. От 1952 г. е избран и ръкоположен за епископ на Роги. През 1957 г., с преминаване на епископ Константин в Патра, е избран за митрополит на Сервия и Кожани. Умира на 7 декември 1997 година.